# 気分はスーパータフ
『気分はスーパータフ』は、木内一雅・渡辺潤による読み切り漫画。講談社による増刊エグザクタ創刊の際に、木内・渡辺両作家への読み切り提案によって作られた。単行本全1巻。同時収録は『FACE』

## ストーリー
正体不明の隕石の汚染により、全人類を「インポテンツ」にしてしまった。これは勃起不全ではなく男性から性欲そのものを失わせる汚染であった。主人公・山之内秀樹は自身の開発した薬品により、難を逃れ政府公認の元、いつでもどこでも誰とでもSEXができるという特権を得る。浮かれる山之内だが日が経つにつれ次第に心境に変化が訪れ、自分のあり方に疑問を持つ。そんな中、遥か海の向こうでは、山之内と日本政府を恐怖に陥れる出来事と人物が見え隠れしていた。

## 登場人物
山之内秀樹
主人公。通称・薬学部のマッドサイエンティストと呼ばれている。同じ大学の杏奈に片思いをするが手ひどくフラれ、杏奈の彼氏のシュンにボコボコにされたのを根に持ち、自分で開発した筋肉強化活性剤を服用したが失敗。3日間寝込んでいたところつけっぱなしのTVを見て全人類が「インポテンツ」になったことを知るが、自身は不全になっていなかったため国の医療機関の検査を受け、人類存続のために政府から特権を与えられる。初期のころは雰囲気が暗かったが、多数の女性と関係を持つことにより、心境に変化が現れ始め、更にライバルの出現と自身のSPからの進言により、杏奈を愛していたことを再度認識。終盤では彼女を助けるため、単身杏奈の救出に向かう。
杏奈
秀樹に告白を受けるが、自分のタイプではないため侮辱してフッた。後に特権を得た秀樹によって授業中に行為をさせられる。彼氏が不全になったため、秀樹と付き合おうと話をするが、秀樹はそのころ特権によって女優やアイドルと行為ができるようになったため、見下されてフラれる。その後大学で再会したのちに、秀樹に愛されていると実感したと自身の気持ちを伝える。秀樹を暗殺しようとするロシアのスボーロフに誘拐され、襲撃の人質とされた。インポテンツガスが消滅し、男性が再び性欲を取り戻した後は元通り別の男性の元へと走った。

### 日本政府
女性総理大臣を据えて、新たに発足した日本政府。秀樹の特権授与や、警護・諸外国との交渉を展開する。
近藤俊彦(32)
警視庁警備部警備課SP。階級は警部補。秀樹の要人警護を務める。初期の頃は増長する秀樹を苦々しく思っていたが、心理学者からの伝言を伝えたり、杏奈と行為をしようとするのを反対する彼氏が秀樹を襲おうとしたときは、彼を排除した。物語が進むにつれ、自分の境遇に疑問と退屈を覚えた秀樹に対して「あなたは本当に彼女(杏奈)を愛していたのです」と、秀樹のことをよく理解していた。アメリカが秀樹を誘拐しようと派遣した工作員に撃たれ、殉職。
鳥居信介(28)
警視庁警備部警備課SP。階級は巡査長。近藤とペアで秀樹の警護に当たる。初期の頃は警護にあたっていたが、だんだんとTVゲームをしていたりと警護がザルとなる。近藤と同様、アメリカからの工作員に撃たれ、殉職した。
浜田
厚生省所属。階級は不明。検査を受けた後の秀樹に人類のための精子供給を申し出た。秀樹に彼がこの地球上に存在するすべての女性とSEXを行うことが可能であり、時と場所を選ばない特権が発動されたことを秀樹に伝えた。
等々力
法務省所属。階級は不明。浜田と共に秀樹の元を訪れ、国連の要請により立法化された特別法で、秀樹の精子が全人類の共有となったこと、秀樹との行為が女性に課せられた義務であり、これを拒否した場合懲役刑になることになったと伝えた。
田中真知子
内閣総理大臣。アメリカ大統領に対し、秀樹の精子供給権という切り札を持つのは日本であり、アメリカが報復措置・スーパー301を発動した場合、日本も報復措置に出ると強気に出た。二度目の秀樹誘拐の報告を受け激怒し、日本国政府としてアメリカに対する精子供給の停止、国連でのアメリカでの拒否権発動を考慮し、他国を脱退させ、新たに日本とECを中心とする国際連盟を設立した。

### アメリカ政府関係者
ミハイル・スボーロフ
スペツナズ海軍後方攪乱旅団第一戦闘フロッグメン大隊アフリカ担当将校。階級は大尉。南アフリカ・インド洋マダガスカル島沖の潜水艦内で抗体を得、秀樹と同様勃起した身体を得る。真の救世主となるため、抗体を得た秀樹を襲うために杏奈を誘拐した。WHO研究所によると彼の精子から生まれたジュニアは成人しても生殖能力が持たないことが明らかとなり、その秘密を知るアメリカ・国家安全保障局(NSA)人事課職員のトーマスや大統領首席補佐官を暗殺するなど、性格は凶暴で残忍。英語・フランス語・スペイン語・北京語・日本語を巧みに操る言語能力を持つ。
フロレンティナ・ケイン
アメリカ合衆国大統領。切り札を持ち強気な外交を行う田中真知子総理に反感を持つ。エージェントに秀樹を誘拐させようとするが失敗。スボーロフの秀樹襲撃に激怒した田中真知子総理が発動した国連脱退と精子供給の停止、自国との外交・通商遮断・海外資産の凍結により莫大な損失が出ることに驚愕し、国家非常事態宣言を発動すると共に世界各国に核攻撃を行なうオペレーションオメガを発動。アメリカ・アリゾナからミサイルが発動された。
ジャネット・ブラウン
大統領首席補佐官。フロレンティナ・ケインの側近として彼女を補佐する。後にスボーロフの秘密を知ったため、真夜中の自宅で彼に襲撃される。
スティーブン・マクドナルド(35)
元CIA工作員。中南米を担当し、ニカラグアのコントラ事件に関与したとされる。フロレンティナ・ケイン大統領の命により、秀樹を誘拐・拉致しようと現れ、警護に当たっていた近藤と鳥居を射殺する。
トーマス・ジャンセン
アメリカ・国家安全保障局・人事課職員。スボーロフの行動を苦々しく思っていたが、WHOからの報告を彼に伝えると、逆上したスボーロフに暗殺される。

## 書誌情報
- 木内一雅・渡辺潤『気分はスーパータフ』講談社〈ヤングマガジンKCエグザクタ〉、全1巻
  1. 1995年10月発売、ISBN 978-4-063-35002-9